# Barcelona Traction (grup de música)
|  | Aquest article tracta sobre el grup de música. Vegeu-ne altres significats a «Barcelona Traction». |

Barcelona Traction va ser un grup de jazz-rock format a Barcelona per Lucky Guri, Jordi Clua, Francis Rabassa. Impulsat per Guri, i successor del seu anterior grup New Jazz Trio, Barcelona Traction formava part del moviment musical conegut com a ona laietana.
El primer àlbum de Barcelona Traction, homònim, va ser produït per Joan Manuel Serrat i editat per Edigsa el 1975. L'any següent, Lucky Guri va deixar el grup per unir-se a Música Urbana. El 1982, però, els tres membres originals de la banda es van tornar a unir i van gravar el seu segon i darrer àlbum, Nano.

## Discografia
- Barcelona Traction (Edigsa, 1975)
- Nano (Avui, 1982)